# Xanthocryptus albicolaris
Xanthocryptus albicolaris är en stekelart som beskrevs av Cheesman 1936. Xanthocryptus albicolaris ingår i släktet Xanthocryptus och familjen brokparasitsteklar. Inga underarter finns listade i Catalogue of Life.